# Капитоново
Капитоново — деревня в Саянском районе Красноярского края. Входит в состав Тугачинского сельсовета.

## История
Основана в 1912 году. В 1926 году состояла из 47 хозяйств, основное население — русские. В составе Шаминского сельсовета Агинского района Канского округа Сибирского края.

## Население
| 1926 | 2010 |
| ---- | ---- |
| 271  | ↘59  |